# El Hatillo
El Hatillo è un comune del Venezuela nello stato di Miranda. È uno dei cinque comuni che compongono il Distretto Metropolitano di Caracas. Confina con i comuni di Chacao e Sucre a nord, con lo stesso Sucre ad est, con Paz Castillo e Baruta a sud e con lo stesso Baruta ad ovest.
È il più rurale e il più montuoso comune del Distretto Metropolitano di Caracas.
Nella località di Los Naranjos vi è la sede dell'Università Nueva Esparta.

## Storia
El Hatillo è stata fondata dagli spagnoli nel 1784. Pochi anni più tardi è stata eretta la chiesa barocca di Santa Rosalía de Palermo che costituisce il simbolo culturale più importante della città.
L'attuale comune è stato istituito nel 1991.

## Amministrazione
Il comune di El Hatillo ha un'unica parrocchia, quella di Santa Rosalía de Palermo.
Il capoluogo è la località (pueblo) di El Hatillo.
Numerose sono le località urbane e quelle rurali. Sebbene questa non sia una distinzione di tipo amministrativo né sia definita a livello statistico, è riportata nel sito web ufficiale del comune. Le principali località sono dunque:
- Località urbane: El Hatillo, El Calvario, La Lagunita, Alto Hatillo, La Boyera, Las Marías, Oripoto, Los Pomelos, Lomas del Sol, Los Naranjos, Los Geranios, La Cabaña, Cerro Verde, Llano Verde, Hacienda El Encantado, Colinas, Vista El Valle, Los Olivitos, El Cigarral, Los Pinos, Lomas de La Lagunita, Bosques de La Lagunita, Villanueva, Loma Linda, El Manantial, Cantarrana e El Arroyo.
- Località rurali: La Unión, El Otro Lado, Corralito, Turgua, La Hoyadita, Plan de la Madera, Sabaneta, La Mata, Caicaguana, La Tiama, El Peñón de Gavilán, Gavilán El Hatillo e Altos del Halcón.